# Герда Вегенер
Герда Мари Фредрике Вегенер (Gerda Marie Fredrikke Wegener), родена с фамилията Готлиб (Gottlieb), е датска илюстраторка и художничка. Известна е с модните си илюстрации и по-късно с картините си, които разширяват границите на нейното време по отношение на пола и любовта. Тези произведения понякога са класифицирани като лесбийска еротика и много от тях са вдъхновени от нейния съпруг – транссексуалната жена Лили Елбе. Вегенер създава тези произведения в стиловете Ар нуво и по-късно Ар деко.
Тя е известна със своите илюстрации, създадени за реклами, а също така е и портретистка. Занимава се с изкуство в Париж, но в Дания има по-малко успех, тъй като хората намират работата ѝ за много различна и странна (често изобразява съпруга си като жена).

## Биография

### Ранен живот
Готлиб е роден в Хамелев, Дания, в семейството на Емил Готлиб, викарий в Лутеранската църква, и Юстин (по баща Остерберг). Баща ѝ има хугенотско потекло и семейството ѝ е консервативно. Тя има трима братя и сестри, но е единствената, доживяла до зряла възраст. Наслаждава се на изкуството от ранна възраст и започва да се обучава. Семейството и се премества в Хобро. По-късно тя се премества в Копенхаген, за да продължи образованието си в Кралската датска академия за изящни изкуства.

### Брак
Герда се запознава с художника Еймар Вегенер (бъдещ Лили Елбе), докато двамата следват в Кралската датска академия за изящни изкуства в Копенхаген. Женят се през 1904 г., когато тя е на 19, а Еймар на 22 г. Пътуват из Италия и Франция и накрая се установяват в Париж през 1912 г. Двойката се потопява в бохемския начин на живот на времето, сприятелявайки се с много художници танцьори и други фигури от света на изкуството, често посещавайки карнавали и други обществени фестивали.
През това време съпругът ѝ започва да носи женски дрехи и приема женското си име и идентичност, превръщайки се в любимия ѝ модел в нейните картини на красиви жени с натрапчиви бадемовидни очи, облечени в шикозни дрехи. През 1913 г. светът на изкуството е шокиран, когато научава, че моделът, вдъхновил нейните изображения на дребни фатални жени, всъщност е нейният съпруг.
Герда Вегенер обикновено представя мъжа си като негова братовчедка, когато е облечена в женско облекло. През 1930 г. Елбе се подлага на една от първите операции за смяна на пола. Тъй като датското законодателство по онова време не признава брака между две жени, бракът им е анулиран през октомври 1930 г. от крал Кристиан X. Елбе умира през 1931 г. от усложнения след операция.

### Втори брак и смърт
През 1931 г. Вегенер се жени за италианския офицер, пилот и дипломат майор Фернандо Порта и се премества с него в Мароко. Тя се развежда с него през 1936 г. и се връща в Дания през 1938 г. по неизвестни причини.
Прави последната си изложба през 1939 г., но по това време произведенията ѝ са излезли от мода, тъй като по-простият Функционализъм става по-популярен през 30-те години. Тя е бездетна, живее сама в относителна неизвестност и започва да пие много. Изправена е пред финансова нестабилност и поддържа своите доходи, като продава ръчно рисувани пощенски картички.
Умира на 28 юли 1940 г. във Фредериксберг, Дания, на 55-годишна възраст, малко след като Нацистка Германия нахлува в страната. Нейното малко имение е продадено на търг и има само малък некролог, отпечатан в местния вестник.

## Кариера

### Стилове и влияния
Работата на Вегенер често е такава на уверените и елегантните жени, извършващи различни дейности, или в стил, вдъхновен от Ренесанса, в стил Ар нуво или Ар деко. Изображенията обикновено показват жени, позиращи или участващи в артистични начинания като театър, литература и танци. По-късно във Франция Вегенер създава творби с жени, показващи съблазнителна сила или участващи в сексуални дейности. Това рисково изкуство се смята за „лесбийска еротика“ и се публикува в незаконни книги за изкуство.
Наред с промяната на начина, по който жените са представени в изкуството, Вегенер също оспорва ролите на пола и сексуалната идентичност в нейната работа. Тя прави това по малки начини, като рисува мъже със стройни тела и меки линии, или изображения на нейния транссексуален съпруг Еймар (Лили Елбе).

### Ранна кариера в Копенхаген, Дания
Работата на Вегенер е изложена в художествената галерия Шарлотенборг през 1904 г., но тя не привлича много внимание за произведенията си. Кариерата ѝ на художничка започва да се „мобилизира“ след завършване на Академията през 1907 и 1908 г., когато се появява във вестник „Политикен“. След това художничката е в центъра на полемика, наречена „Спор на селския художник“, след като една от нейните творби от 1906 г., – „Портрет на Елена фон Кол“, е отхвърлена от изложбите на Den frie Udstilling и Шарлотемборг поради стила на произведението. То предизвиква притеснения относно италианското ренесансово плагиатство и разделяне на мненията за това, че показва слаб индивид или елегантна красива жена. Вегенер никога не се включва в дебата. Портретът е изложен от търговската къща на „Винкел и Магнусен“ и получава внимание, което дава тласък на нейната кариера като художничка.
Вегенер печели две състезания за скициране във вестник „Политикен“: през 1908 г. и през 1909 г. за най-добро изобразяване на „Жените от Копенхаген“ и след това на „Фигурите на улицата“.

### Париж, Франция
През 1912 г. Вегенер и нейният съпруг Лили Елбе се преместват в Париж, Франция. Там Вегенер започва да разширява границите в своето изкуство, като създава по-провокативни картини на жени, ангажирани в сексуални дейности и в съблазнителни пози. Тя често рисува себе си с Лили Елбе или Лили сама, представяна като мъж или жена. Работата ѝ привлича внимание и тя успява да организира партита и да изживее печална слава. Заедно с това се развива и нейната работа в модната индустрия, тъй като тя илюстрира за списания като „Фантазио“, „Вог“ и „Ви Паризиен“. Нейните илюстрации са използвани в широка гама от платформи от реклами за красота до политически антигермански изображения в „Матен“ и „Байонет“ по време на Втората световна война.
През 1925 г. печели два златни медала и един бронзов за произведенията си в конкурс на Световното изложение в Париж през 1925 г. Творбите са изложени на художествените изложения Salon des Humoristes, Salon des Indépendants и Salon d'Automne. Сприятелява се с Ула Пулсен (1905 – 2001) – датска балерина, която често става модел за нейните картини. Герда и съпругът ѝ също са близки приятели с художника Рудолф Тегнер и съпругата му Елна.

## В популярната култура
През годините, като се започне с литературния успех на книга за нейния и съвместния ѝ живот с Лили Елбе и след това с издаването на филм, базиран на книгата, историята на двойката създава култ в Дания и по света. Техните произведения на изкуството са преоткрити и изложени и продадени на търг с успех. Специална изложба на творчеството на Герда Вегенер е в Музея за модерно изкуство Аркен до януари 2017 г., последвана от пътуваща изложба на нейното изкуство, показвана по целия свят.
„Момичето от Дания“ – романът на Дейвид Еберсхоф от 2000 г. за тях е международен бестселър и е преведен на дузина езика. Герда Вегенер е представена от шведската актриса Алисия Викандер във филма от 2015 г. „Момичето от Дания“, в който също участва британският актьор Еди Редмейн като Лили Елбе. Филмът получава известна критика за прикриване на действителната история на исторически транс човек и пропускане на определени факти, и за това, че е базиран на измислена книга, която не разказва истинската история на двойката. Темата за собствената сексуалност на Герда Вегенер, за която тя никога не е говорила публично, не се споменава във филма или книгата.

## Избрани произведения, илюстрирани от Вегенер
- Den skønne Ubekendte на Анрдеас Виндинг (1912)
- L'Anneau ou La Jeune fille imprudente на Луи дьо Робер (1913)
- Amour Etrusque на Жозеф-Анри Росни-старши (1914)
- Le Peplos vert на Морис дьо Валеф (1915)
- Les Colombes poignardées на Морис Магър (1917)
- La Guerre est morte на Луи Делюк(1917)
- Le Journal de Marinette на une Femme curieuse (1917)
- La Petite faunesse на Шарл Дерен (1918)
- La Tendre Camarade на Морис Магър (1918)
- L'Abdication de Ris-Orangis на Лео Ларгийе (1918)
- Contes de mon Père le Jars на Ерик Алатини (1919)
- Le Parfait Suiveur на Морис Магър (1919)
- Le Livre des vikings на Гео-Шарл (Шарл Гуйо) (1924)
- Douze sonnets lascifs на Луи Персо (1925) – придружен от набора от акварели Les Délassements d'Éros
- Une Aventure d'amour à Venise на Джакомо Казанова (1927)
- La Mythologie (1928) – албум от дванадесет плочи
- Les Contes на Жан дьо Лафонтен (1928 – 1929)
- Sur Talons rouges на Ерик Алатини (1929)
- l'Œuvre du Divin Arétin (1930 – 1931) – набор от дванадесет цветни гравюри
- Fortunio на Теофил Готие (1934)

## Галерия
- Натюрморт с цветя, 1904 г.
- Гледка към Версай, 1917 г.
- Две русалки
- На пътя към Анакапри, 1922 г.
- Момиче и булдог в автомобил, ок. 1927 г.
- Фаталните жени, 1933 г.
- В огледалото, 1930-те г.
- Герда и Еймар Вегенер на терасата
- Карнавал
- Дама пред огледалото